# Butt (tijdschrift)
BUTT is een kwartaalblad voor homoseksuele mannen. Het werd in 2001 opgericht onder redactie van Gert Jonkers en Jop van Bennekom, die ook Fantastic Man en The Gentlewoman oprichtten. Sinds 2008 heeft BUTT een oplage van circa 24.000 stuks. In 2011 werd echter besloten het tijdschrift niet langer uit te geven. In 2022 werd de publicatie hervat.

## Achtergrond
BUTT is van oorsprong een Nederlands tijdschrift, maar is vanaf het begin Engelstalig. Het tijdschrift bevat interviews en artikelen, en licht trends en levensstijlen binnen de mannelijke homoseksuele gemeenschap toe.
Het is internationaal veel geprezen om zijn ongegeneerde seksuele en niet-seksuele portretten van mannen, evenals om de unieke, openhartige benadering van interviews. Veel bekende queers, zoals Michael Stipe en John Waters, werden door het tijdschrift geportretteerd. De Duitse fotograaf Wolfgang Tillmans fotografeerde vanaf de eerste editie voor BUTT.
The Guardian noemde BUTT in 2005 een van de twintig beste tijdschriften.
In 2011 stopte de publicatie. Drie jaar later bracht uitgeverij Taschen het boek Forever BUTT uit, een bloemlezing van enkele van de hoogtepunten van het tijdschrift. In 2022 werd de publicatie van BUTT hervat. Het tijdschrift is wereldwijd verkrijgbaar. In de Verenigde Staten en het Verenigd Koninkrijk was het onder meer verkrijgbaar in American Apparel-winkels.

## Trivia
- Abonnees worden Buttheads genoemd en konden voorheen lid worden van de Butthead-gemeenschap via de website van het tijdschrift.